# 德拉恩斯多夫
德拉恩斯多夫（德語：Drahnsdorf）是德国勃兰登堡州的市镇，隶属于达默-施普雷瓦尔德县。总面积为26.94平方千米，截至2023年12月31日总人口为666人。